# Biarum
Biarum es un género  de plantas fanerógamas perteneciente a la familia Araceae. Se compone de alrededor de 23 especies de plantas que son endémicas del Oriente Medio, Europa y Norte de África.  Biarum se encuentran  en las grietas de las rocas y en el suelo de grava compuesta principalmente por piedra caliza.

## Descripción
Las hojas de Biarum son herbáceas.  Sus bulbos son esféricos y las plantas en su conjunto tienden a ser pequeñas. Son muy similares en apariencia al género Arum.  Para florecer las especies de Biarum requieren un período de descanso seco durante el verano.  Su inflorescencia tiende a crecer cerca del suelo y produce un olor muy intenso y desagradable.  Los frutos producidos tienden a estar camuflados con el fin de parecerse a las piedras que los rodean. Aún no se conoce cómo se dispersan, pero una idea es que se han desarrollado para evitar la dispersión de sus semillas ya que de hacerlo en esas condiciones tan inhóspitas podría no ser propicio para su reproducción.

## Taxonomía
El género fue descrito por Schott in H.W.Schott & S.L.Endlicher y publicado en Meletemata Botanica 17. 1832. La especie tipo es: Biarum tenuifolium
Etimología
Biarum: nombre genérico que deriva del latín bi- (bis) = "dos veces"; véase el género Arum L. (Araceae). En el protólogo del género Biarum H.W.Schott (Araceae), no se da razón alguna de tal nombre; según Quattrocchi (2000), “posiblemente se refiere al apéndice del espadice”; y, según Genaust (1983), "los órganos sexuales rudimentarios están por encima y por debajo de los estambres"; lo cierto es que, en el protólogo, se incluyen en el género dos especies, “B. tenuifolium Schtt. (A. tenuifolium Auct.) B. gramineum Schtt. (A. gramineum Lam.)”.

## Especies
- Biarum angustatum
- Biarum bovei
- Biarum dispar
- Biarum galiani
- Biarum longifolium
- Biarum pyrami
- Biarum rupestre
- Biarum tenuifolium
- Biarum ternifolium